# احتلال أروكانيا

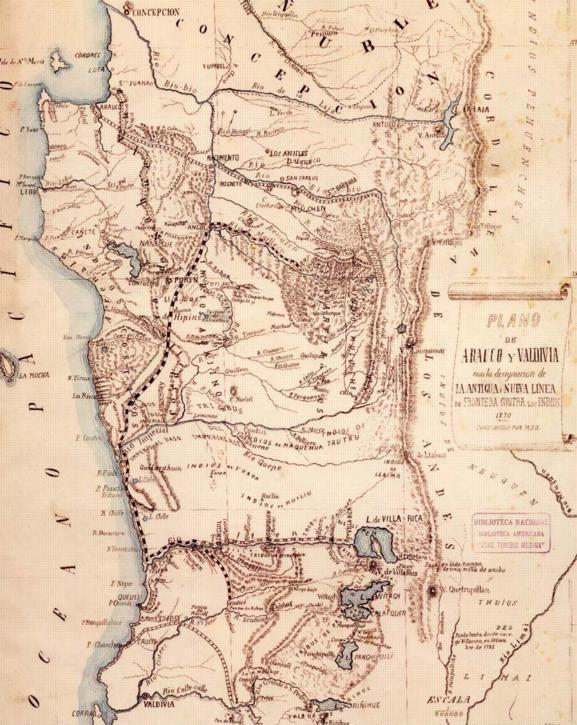

احتلال أروكانيا أو إعادة السلام لأروكانيا (1861-1883) كانت سلسلة من الحملات العسكرية والاتفاقات والاختراقات التي شنها الجيش التشيلي والمستوطنون في حدود مابوتشي والتي نتج عندها ضم أروكانيا للأراضي الوطنية التشيلية. كانت «إعادة السلام أروكانيا» المصطلح المستخدم من قبل السلطات التشيلية خلال هذه العملية.

## خلفية
بداية من النصف الثاني من القرن الثامن عشر، زادت التجارة المابوتشية الإسبانية ولاحقًا التجارة المابوتشية التشيلية وتناقصت العداوات. حصل سكان المابوتشي على البضائع من تشيلي والبعض ارتدى ثيابًا أسبانية. على الرغم من الاتصالات الوثيقة بين المابوتشي وأهل التشيلي فقد ظل الطرفان منفصلين سياسيًا واقتصاديًا واجتماعيًا. خلال الخمسين سنةً الأولى لاستقلال تشيلي (1810-1860) لم تكن العلاقة بين الحكومة التشيلية وأرض أروكانيا أولوية بل منحت الحكومة التشيلية الأولوية لتنمية وسط تشيلي على العلاقات مع مجموعات السكان الأصليين.

صرح دومينغو فاوستينو سارمينتو:
هنالك قطعة أرض ليست مقاطعة بين اثنتين من المقاطعات التشيلية (كونثبثيون وفالديفيا)، إن لغتها مختلفة ويسكنها أناس مختلفون ولا يزال بإمكاننا القول إنها ليست جزءًا من تشيلي. أجل، تشيلي هي اسم الدولة حيث يرفرف علمها وتُطاع قوانينها.

### التوسع في الزراعة الشيلية
تأثر القطاع الزراعي الشيلي بشكل سيء نتيجة حرب الاستقلال لتشيلي. بعد حمى الفضة الشيلية التي بدأت عام 1832، توسعت الزراعة في نورتي شيكو. كان التوسع الهائل التالي في النشاط الزراعي بداية من عام 1848 فصاعدا نتيجة زيادة الطلب على القمح أثناء استعمار أستراليا وحمى الذهب بكاليفورنيا. على الرغم من اختفاء أسواق كاليفورنيا وأستراليا إلا أن زراعة القمح ظلت عملية مربحة. خلال الأعوام التي تبعت 1850، مع الاستعمار الألماني لفالديفيا وأوسورنو ويانكيوي وبدء زراعة الأغنام في الأراضي التشيلية عند مضيق ماجلان، ظلت أروكانيا المكان الوحيد حيث تتوسع الزراعة.
بدأت أراضي المابوتشي حول جنوب نهر بيو بيو في تباع لأناس غير المابوتشي في أواخر القرن الثامن عشر، وبحلول عام 1860، أصبحت الأرض بين نهر بيو بيو ونهر الماليكو تحت سيطرة التشيليين. زودت طفرة القمح التشيلية من الضغط على التشيليين للحصول على أراضٍ في أروكانيا مما أدى إلى العديد من عمليات الخداع والاحتيال ضد المابوتشي. تمكن عدد محدود من المضاربين من السيطرة على أراضٍ شاسعة نتيجة الاحتيال والحفاظ على السيطرة على هذه الممتلكات بمساعدة رجال مسلحين.
ظهر تناقض: أثناء تملك الحكومة التشيلية لقطاع زراعي مزدهر، تمحور جزء كبير من الاقتصاد المابوتشي حول عمليات خاصة بالثروة الحيوانية في واحدة من أكبر المناطق التي امتلكتها أي مجموعة سكان أصليين في أمريكا الجنوبية.

### حطام سفينة إل خوفين داينال
عام 1849، تحطمت سفينة إل خوفين دانيال التي كانت تسافر بين فالديفيا وفالبارايسو بين مصبي نهر التولتين ونهر إمبيريال. تم نهب حطام السفينة من قبل قبيلة من المابوتشي وقُتِل بعض الناجين. عُرفت تلك الأحداث أولًا في فالديفيا ثم في سانتياجو حيث غذَّت ميولًا قوية معادية للمابوتشي وأعادت تأكيد وجهات نظر متعصبة حول كون المابوتشي همجيون وحشيون. دعت معارضة الرئيس مانويل بولنيس إلى حملة عقابية وأن يستعد المابوتشي لمواجهة مع الجيش التشيلي، ولكن على الرغم من ذلك، فإن بولنيس تخلى عن دعوته نظرًا لعدم وجود صلة للحملة العقابية بالغزو الحتمي لأروكانيا.

### ثورة 1851
عندما بدأ الللبراليون الشيليون ثورة 1851، انضم رئيس مابوتشي مانيل لجيش المقاومة وقاتل مع جيش جوزيه ماريا دي لا كروز ضد قوات مانويل بولنز في معركة لونكوميلا. عاد مانيل إلى الجنوب بعد هزيمته في لونكوميلا. وفقًا للمؤرخ جوزيه بنجوا، رأت قبيلة المابوتشي الحكومة في سنتياجو كأنهم عدوهم الأرئيسي. وهذا يفسر انضمامهم لثورة جوزيه ماريا دي لا كروز التي حدثت في كونسيبسيون.

### انتفاضة 1859
دفع انتهاك المستوطنين الزاحفين من الشمال عبر نهر بيوبيو إلى مقاطعة مابوتشي وظهور المستوطنين الألمان في جنوبها الرئيس مانيل في 1859 إلى النداء بالانتفاضة كي يحكم السيطرة على المقاطعة. استجاب معظم المابوتشيين إلى النداء ماعدا المجتمعات في بورين وتشولتشول وسكان مابوتشي على الساحل الجنوبي الذين كانت تجمعهم روابط قوية مع فالديفيا. هوجمت المدن التالية: أنجول ونيجريت وناسيمينتو. اقترح المستوطنون إقامة السلام وتم قبوله في 1860أثناء اجتماع عدة رؤساء لمقاطعة مابوتشي. نصت الاتفاقية على أن النقل البري مسموح به فقط بموافقة الرؤساء.
أعدت انتفاضة 1859 تقوية نظرة الشعب الشيلي تجاه قبيلة المابوتشي على أنهم تهديد خطير للمستوطنات المستجدة في أروكانيا ودفعت الرأي العام في شيلي نحو المطالبة بالتوحيد الكامل بين أرواكانيا وشيلي. وساهمت هذه الأحداث في صنع قرار السلطات الشيلية باحتلال أرواكانيا.

## التخطيط للاحتلال
في عام 1823، وافق الكونجرس على مشروع الوزير الشيلي ماريانو إجانا باحتلال المقاطعة بين نهر الإمبراطور ونهر بيو بيو من خلال إنشاء سلسلة من الحصون على السواحل الشمالية لنهر الإمبراطور وأنهار كاوتن في وسط أرواكانيا. تبنى الرئيس الشيلي رامون فرير المشروع في بداية الأمر لكنه اقتنع بعد ذلك أن يركز على مشكلة الانفجار الذي سببه الأسبان من جزر أرخبيل شيلي، تاركًا قضية أروكانيا معلقة.
في عام 1849، قدم الوزير الشيلي أنطونيو فاراس إلى مجلس الشعب الشيلي محللًا الوضع في أروكانيا. أوصى فاراس في تقريره بتصميم نظام حكومي مختلف عن بقية الدولة لدمج نهائي لأروكانيا. عبر فاراس عن وجهة النظر التيتقول أنه يجب أن تُنفذ مهمة أخيرة وهي جعل السكان الأصليين متمدنين من خلال رفع مستوى معيشتهم المادية و«إنماء الحس المعنوي لديهم نحو الحقائق الأخلاقية والدينية».
بصفته رئيسًا لشيلي، أصدر مانويل مونت قانونًا في 7 ديسمبر 1852 الذي أنشأ مقاطعة أراوكو التي يراد منها أن ترأس كل المقاطعات جنوب نهر البيو بيو وشمال مقاطعة فالديفيا.
يمكن إيعاز التخطيط النهائي لاحتلال أروكانيا بشكل كبير إلى الكولونيل كورنيليو سافيدرا رودريجز. كانت الخطة التي رسمها سافاديرا أن تكون أروكانيا مستعمرة مدارة من قبل الدولة متأثرة بتغيرات حدود الولايات المتحدة بدلًا من كونها مستعمرة شيلي الأسبانية المدارة بواسطة شركة خاصة. تضمنت الخطة النقاط الآتية:
1. زحف الجيش التشيلي إلى نهر ماليكو وتأسيس خط دفاعي هناك.
2. التقسيم الفرعي لأراضي الدولة إلى قطع أرضية ونقل ملكية الدولة لأرض المقاطعة بين ماليكو ونهر بيوبيو إلى القطاع الخاص.
3. استعمار شيلي ومستوطنون أجانب لأروكانيا مع تجميع المستوطنين الأجانب من جنسيات مختلفة في نفس الأماكن لتسهيل إدماجهم.
4. على السكان الأصليين أن «يدخلوا في عمليات تقليل وتحضر».